# Agence Trio
L’Agence Trio, fondée le 19 octobre 1931 par un « trio », composé d’un homme d’affaires et de deux graphistes, est une agence de communication située à Lausanne en Suisse. Agence intégrée, elle opère aux niveaux locaux, nationaux et internationaux. Depuis 2024, elle fait partie du groupe européen d'agences de communication MYTY, dont les membres de la direction sont partners. L'Agence Trio est la plus ancienne agence de communication suisse.
Depuis la fin des années 2010, le poulpe est la mascotte de l'agence.

## Historique

### Années 1930
Fils d’horloger, Fred Waefler, l’un des fondateurs de Trio Advertising (qui deviendra ensuite l'Agence Trio), décroche les premiers mandats de l’agence dans le domaine de l’horlogerie. Vacheron Constantin, Audemars Piguet, Jaeger-LeCoultre confient leur budget publicitaire à la jeune agence.

### Années 1940
En 1944, la villa qui abrite Trio à la rue de la Grotte à Lausanne, brûle.  
Omega devient l’un des clients horlogers les plus importants de l’agence. General Motors, Cummins et Sony viennent enrichir le portefeuille et l’expérience de Trio Advertising.  

### Années 1950
Les années 1950 sont marquées par un déploiement de Trio dans l’horlogerie et à l’international. Deux antennes s’ouvrent à Londres et à Turin et des marques comme Air India, Martini, Sony, Green Giant et Agip choisissent de collaborer avec Trio Advertising. L’apparition de la couleur dans les années 1950 marque un tournant dans la publicité.

### Années 1960
En 1965, Henri-Ferdinand Lavanchy fait appel à Trio pour réaliser la publicité d’Adia.
Sous pression de clients internationaux, Trio entre en 1967 dans le réseau du groupe Ogilvy & Mather. Trio reprend son indépendance un an plus tard, ayant perdu dans l'aventure sa présence étrangère et quelques clients prestigieux.
En 1969, la Nasa sélectionne le chronographe Omega Speedmaster pour équiper les astronautes lors de la mission Apollo 11. Trio exploite les images des premiers pas sur la lune pour une campagne internationale d’Omega Speedmaster.  

### Années 1970
En 1975, Trio développe une nouvelle campagne pour Omega, basée sur les images de la mission Apollo-Soyouz.
À partir des années 1970, Kodak, Ikea, Tissot et Yoplait entrent dans le portefeuille de l’agence.

### Années 1980
En 1981, Trio crée la sauterelle du logo Ideal Job. Trio conçoit d’autres identités dans ces années-là, comme celle du Béjart Ballet Lausanne ou le nom « Info Pile » pour les flashs horaires de la RSR, parallèlement à des mandats nationaux pour La Suisse Assurances, General Motors ou l’horlogerie de luxe.
Des annonces Ikea et Gruyère sont primées au concours du Bec d’Or qui récompense “le style clair, vigoureux, persuasif illustrant la cause du français !”. Un Klapp de bronze à Berlin et le troisième prix de l’ADC pour un spot TV Ikea, un Contact d’Or de l’Association pour la Communication publicitaire pour Ikea, un Contact de Bronze pour Ideal Job, un autre pour le Gruyère et une mention spéciale pour Omega.  
En interne, les partenaires de l’agence reprennent la totalité du capital.  

### Années 1990
Pour le programme jeunesse de la Radio Suisse Romande, l'Agence Trio crée en 1990 une campagne transgressive de contrepèteries pour Couleur 3 qui s’appuie sur des contrepèteries comme “Et maintenant, des verts, des mous !”.
Trio conçoit également des campagnes pour la Suisse Assurances et renoue avec l’horlogerie de haut niveau en habillant le site internet de Breguet. En parallèle, l’agence adapte les campagnes américaines de Movado.  
La disparition de Kodak, un des clients les plus importants de l’agence dans les années 1990, impacte l’agence.

### Années 2000
En 2005, l’un des collaborateurs, Michael Kamm, reprend l’agence dans son intégralité. L’agence devient une agence intégrée (pluridisciplinaire) et intègre le digital à ses campagnes.  
Dans ce domaine, la campagne « Catch the Tigra »  pour Opel est saluée par plusieurs prix, dont un Best of Swiss Web. En 2007, Trio ouvre une succursale à Zurich. Le développement de ce nouveau pôle vise à améliorer la gestion opérationnelle des mandats nationaux tels que ceux pour Ringier, le Groupe Manor, Honda Suisse, easyJet, SSR SRG et Rivella.

### Années 2010
L’Agence Trio développe son portefeuille “éco-énergétique” avec des clients comme esr (énergies sion région), SIG (Services industriels de Genève), SiL (Services industriels de Lausanne) et l’ODEN (Office fédéral de l’énergie).  
En 2015, Trio remporte le mandat de communication destiné à la promotion du canton de Vaud.  
En 2018, l’agence collabore avec l’Association contre la disparition des radios et TV pour s’opposer à l’initiative “No Billag” en Suisse romande. L’initiative est soumise au verdict populaire le 4 mars 2018. La population suisse rejette cette initiative.

### Années 2020
Trio travaille pour des acteurs locaux et nationaux : Migros, La Poste, CFF, UBS Fund management, Etat de Vaud. L’agence se spécialise également dans la création de campagne spécifiquement romandes et dans l’adaptation de contenus alémaniques diffusés en Suisse romande. Une campagne créée pour le compte de Kägi est un bon exemple de cette expertise. 
En 2024, l’Agence Trio a rejoint le groupe européen d’agences de communication MYTY composé d'agences de communication situées en Allemagne, en Croatie et en Suisse.

## Compétences
- Brand Strategy
- Branding
- Campaigning
- Public Relations
- Digital
- Event communication
- Content Marketing
- Media Planning

## Affiliations
En 1954, Trio est la première agence romande à s’affilier au Bund Schweizer Reklameberater (BSR) devenu Leading Swiss Agencies (LSA), l’association des agences de communication leaders en Suisse. En 2018, Trio est la 1re agence romande du classement LSA.
L’agence est aussi affiliée au Protocole Gisler, une initiative qui promeut une représentation équitable et non stéréotypée des genres dans la publicité suisse.